# John Wilson Campbell
John Wilson Campbell, född 23 februari 1782 i Augusta County i Virginia, död 24 september 1833 i Delaware i Ohio, var en amerikansk politiker. Han var ledamot av USA:s representanthus 1817–1827.
Campbell efterträdde 1817 John Alexander som kongressledamot.